# شمعية أمازونية
شمعية أمازونية (الاسم العلمي:Cereus amazonicus) هي نوع من النباتات يتبع جنس الشمعية من الفصيلة الصبارية.